# Buckskin
Buckskin – dzielnica miasta Basingstoke w Anglii, w hrabstwie Hampshire, w dystrykcie Basingstoke and Deane. Leży 3 km od centrum miasta Basingstoke. W 2018 miejscowość liczyła 7203 mieszkańców.